# Manhauling

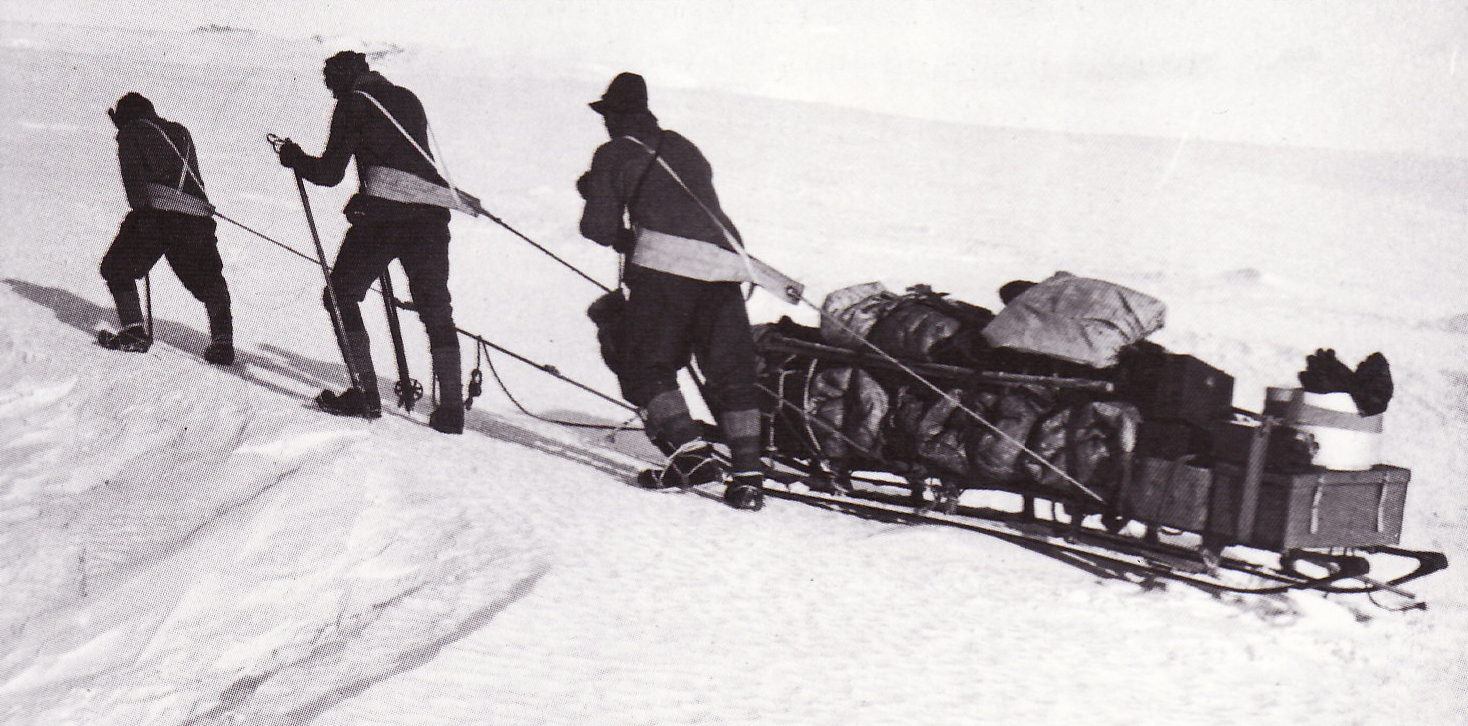
Traîneau tiré par les membres de l'expédition Terra Nova en 1913.

Le terme anglais manhauling, parfois orthographié man-hauling, fait référence à la traction d'un traîneau ou d'un autre véhicule grâce à l'énergie humaine, sans l'aide de la force animale ou mécanique. Le terme est utilisé principalement dans le cadre de voyages sur la neige et la glace, ce mode de traction étant particulièrement répandu au cours des expéditions en Arctique et Antarctique avant l'apparition de la traction motorisée moderne.
Dans les années qui ont suivi la fin des guerres napoléoniennes, la Royal Navy britannique a choisi l'exploration polaire comme l'une de ses principales activités en temps de paix. Le manhauling a été adopté par la marine britannique dès ses premières expéditions et est devenu traditionnel, puis finalement salué comme étant par nature plus noble que l'utilisation de chiens tel que la pratiquent certains peuples vivant dans l'Arctique.
L'avocat en chef de cette technique a été Clements Markham, président de la Royal Geographical Society au cours de la dernière partie du XIXe siècle. Influent, il a imposé ses préjugés dans la grande série des expéditions britanniques au cours de l'âge héroïque de l'exploration en Antarctique (1895-1922), rendant prépondérant l'utilisation de cette technique.
Plus tard, des écrivains condamneront le manhauling, en particulier à cause des lourds traîneaux couramment employés, le citant même comme une cause directe de la tragédie de l'expédition Terra Nova, c'est-à-dire la mort de Robert Falcon Scott et de ses quatre compagnons dans la barrière de Ross à leur retour du pôle Sud.